# Cirkus: The Young Persons' Guide to King Crimson Live
Cirkus: The Young Persons' Guide to King Crimson Live je koncertní album britské rockové skupiny King Crimson. Bylo vydáno v květnu 1999 (viz 1999 v hudbě). Toto dvojCD je kompilací živých nahrávek z celého dosavadního období činnosti kapely, tedy z let 1969 až 1998. Desku vydal label Virgin Records.

## Seznam skladeb
| Disk 1: Neon Heat Disease 1984–1998 | Disk 1: Neon Heat Disease 1984–1998    | Disk 1: Neon Heat Disease 1984–1998            | Disk 1: Neon Heat Disease 1984–1998                | Disk 1: Neon Heat Disease 1984–1998 |
| Pořadí                              | Název                                  | Autor                                          | Nahráno                                            | Délka                               |
| ----------------------------------- | -------------------------------------- | ---------------------------------------------- | -------------------------------------------------- | ----------------------------------- |
| 1.                                  | Dinosaur                               | Belew, Bruford, Fripp, Gunn, Levin, Mastelotto | Ciudad de México (Mexiko), 2.–4. srpna 1996        | 5:05                                |
| 2.                                  | Thela Hun Ginjeet                      | Belew, Bruford, Fripp, Levin                   | Montreal (Québec, Kanada), 11. července 1984       | 5:17                                |
| 3.                                  | Red                                    | Fripp                                          | Ciudad de México (Mexiko), 2.–4. srpna 1996        | 6:10                                |
| 4.                                  | B'Boom                                 | Belew, Bruford, Fripp, Gunn, Levin, Mastelotto |                                                    | 7:08                                |
| 5.                                  | THRAK                                  | Belew, Bruford, Fripp, Gunn, Levin, Mastelotto |                                                    | 1:04                                |
| 6.                                  | 1 ii 2 (ProjeKct One)                  | Fripp, Bruford, Levin, Gunn                    | Londýn (Spojené království), 1. prosince 1997      | 2:43                                |
| 7.                                  | Neurotica                              | Belew, Bruford, Fripp, Levin                   | Ciudad de México (Mexiko), 2.–4. srpna 1996        | 3:43                                |
| 8.                                  | Indiscipline                           | Belew, Bruford, Fripp, Levin                   | Tokio (Japonsko), 5.–6. října 1995                 | 6:40                                |
| 9.                                  | VROOOM VROOOM                          | Belew, Bruford, Fripp, Gunn, Levin, Mastelotto | Ciudad de México (Mexiko), 2.–4. srpna 1996        | 4:42                                |
| 10.                                 | Coda: Marine 475                       | Belew, Bruford, Fripp, Gunn, Levin, Mastelotto | Ciudad de México (Mexiko), 2.–4. srpna 1996        | 2:38                                |
| 11.                                 | Deception of the Thrush (ProjeKct Two) | Belew, Fripp, Gunn                             | Northampton (Massachusetts, USA), 1. července 1998 | 6:05                                |
| 12.                                 | Heavy ConstruKction (ProjeKct Two)     | Belew, Fripp, Gunn                             | Northampton (Massachusetts, USA), 1. července 1998 | 3:52                                |
| 13.                                 | Three of a Perfect Pair                | Belew, Bruford, Fripp, Levin                   | Montreal (Québec, Kanada), 11. července 1984       | 4:23                                |
| 14.                                 | Sleepless                              | Belew, Bruford, Fripp, Levin                   | Montreal (Québec, Kanada), 11. července 1984       | 6:10                                |
| 15.                                 | Elephant Talk                          | Belew, Bruford, Fripp, Levin                   | Tokio (Japonsko), 5.–6. října 1995                 | 4:36                                |

| Disk 2: Fractured 1969–1996 | Disk 2: Fractured 1969–1996       | Disk 2: Fractured 1969–1996                 | Disk 2: Fractured 1969–1996                        | Disk 2: Fractured 1969–1996 |
| Pořadí                      | Název                             | Autor                                       | Nahráno                                            | Délka                       |
| --------------------------- | --------------------------------- | ------------------------------------------- | -------------------------------------------------- | --------------------------- |
| 1.                          | 21st Century Schizoid Man         | Fripp, McDonald, Lake, Giles, Sinfield      | Jacksonville (Florida, USA), 26. února 1972        | 9:26                        |
| 2.                          | Ladies of the Road                | Fripp, Sinfield                             | Orlando (Florida, USA), 27. února 1972             | 6:00                        |
| 3.                          | A Man, A City                     | Fripp, McDonald, Lake, Giles, Sinfield      | San Francisco (Kalifornie, USA), 15. prosince 1969 | 10:00                       |
| 4.                          | The Court of the Crimson King     | McDonald, Sinfield                          |                                                    | 6:50                        |
| 5.                          | Fracture                          | Fripp                                       | Toronto (Ontario, Kanada), 24. června 1974         | 11:04                       |
| 6.                          | Easy Money                        | Fripp, Wetton, Palmer-James                 | Amsterdam (Nizozemsko), 23. listopadu 1973         | 6:12                        |
| 7.                          | Improv: Besancon                  | Cross, Fripp, Wetton, Bruford               | Besançon (Francie), 25. března 1974                | 1:37                        |
| 8.                          | The Talking Drum                  | Cross, Fripp, Wetton, Bruford, Muir         | Amsterdam (Nizozemsko), 23. listopadu 1973         | 6:25                        |
| 9.                          | Larks' Tongues in Aspic (Part II) | Fripp                                       | Ciudad de México (Mexiko) 2.–4. srpna 1996         | 6:29                        |
| 10.                         | Starless                          | Bruford, Cross, Fripp, Palmer-James, Wetton | Pittsburgh (Pensylvánie, USA), 29. dubna 1974      | 12:07                       |
| Celková délka:              | Celková délka:                    | Celková délka:                              | Celková délka:                                     | 140:12                      |